# Gustave Delahante
Gustave Delahante (16 novembre 1816 à Mâcon - 2 avril 1905 à Versailles) est un financier français.

## Biographie
Fils d'Adrien Delahante (1788-1854) et de Sophie Brossin de Saint-Didier, il est proche de Prosper Enfantin (dont son frère Adrien était le banquier) et des Pereire. 
Il entre à la Compagnie du chemin de fer de Paris à Orléans lors de sa création en 1838 sous la protection de François Bartholoni. Il en devient administrateur, sous-directeur de l'exploitation en 1841, puis chef de l'exploitation de 1845 à 1847.
En 1844, Delahante prend part avec quatre autres dirigeants de compagnies ferroviaires à la création de la Conférence des chemins de fer (devenue par la suite le Cercle des chemins de fer).
Il entre au conseil d'administration de la Compagnie des mines de la Loire en 1845 et en devient directeur en 1853. Influencé par le saint-simonisme, il y organise un service central de sauvetage dans les mines et un service de santé gratuit.
Il participe à diverses combinaisons financières et se rapproche de Morny, qui siège au Crédit mobilier. Delahante fait partie des gros actionnaires et administrateur de la Compagnie du chemin de fer Grand-Central de France lors de sa création en 1853. Il est également à l'initiative de la création de la Compagnie des chemins de fer de jonction du Rhône à la Loire par la fusion de la Compagnie du chemin de fer de Saint-Étienne à Lyon, de la Compagnie du chemin de fer de Saint-Étienne à la Loire et de la Compagnie du chemin de fer de la Loire la même année. 
Il s'associe à Morny dans son rapprochement avec les Rothschild en Espagne et prend part à plusieurs concessions de chemin de fer dans ce pays. Ils acquièrent également un ensemble métallurgique et minier en Dordogne.
En 1855, il crée la Compagnie lyonnaise d'Omnibus (CLO) avec Le Hon et Lacroix Saint-Pierre, pour exploiter un réseau d'omnibus à chevaux, entre Lyon et les communes environnantes. En 1856, il devient gérant de la Compagnie lyonnaise des omnibus, voitures et voies ferrées (dont la raison sociale devient Gustave Delahante et Cie). 
Il s'intéresse également à l'Italie, et s'y montre actif dans la construction de chemins de fer dans le Piémont et en Italie du sud. Il est aussi l'un des fondateurs et gros actionnaires du Credito Italiano. Il est l'un des fondateurs du Crédit industriel et commercial (CIC) en 1859.
Il prend part en 1864 à la création de la Société de dépôts et de comptes courants et de l'Approvisionnement. En 1869, il cofondateur la Compagnie de Frévent à Gamaches et la Compagnie du chemin de fer du Tréport. 
À la tête d'une importante fortune, il fait diverses opérations immobilières dans la station balnéaire de Deauville et s'y fait construire trois villas (une sur la Terrasse et deux près de l'hippodrome). Il acquiert également la Villa Rosebery en Italie.il achète la ferme que possède Flaubert.(lettre en date du 31 août 1875 à Raoul Duval)
En 1866, il fait l'acquisition du tableau 1814, La Campagne de France d'Ernest Meissonier pour 85 000 francs. Il le cède en 1890 à un marchand anonyme (connu par ses initiales M. B.) pour 500 000 francs.
Administrateur de l'imprimerie Chaix depuis 1880, il en est président de 1888 à 1892.
Gendre de l'amiral-comte René Armand Le Vasseur de Villeblanche, il est le beau-père du ministre Marie-Joseph Roullet de La Bouillerie.
Il était membre du Cercle des chemins de fer, du Jockey Club de Paris, du Cercle de l'Union artistique, du Cercle des Champs-Élysées, du Cercle agricole et du Cercle national de Naples.
Maire de la commune de Villars , élu le 13 octobre 1850, en poste jusqu'en juin 1855.

## Pour approfondir